# Shadow Hearts
Shadow Hearts (シャドウハーツ, Shadou Haatsu) est un jeu de rôle (RPG) développé par Sacnoth et édité par Aruze et Midway Games en 2001 sur PlayStation 2.
À noter également que Shadow Hearts est la suite indirecte du jeu Koudelka sorti quelques années plus tôt sur PlayStation. Le personnage Koudelka fait d'ailleurs son apparition dans le jeu, il s'agit de la mère d'Halley.

## Scénario
1913. Alice Elliot, après avoir assisté impuissante au meurtre de son père par un étrange gentleman, est enlevée par l'armée impériale japonaise et emmenée en direction de la Chine. Dans le train, le gentleman massacre les soldats avant de s'attaquer à la jeune fille. Au moment où il allait l'emporter, Yuri s'interpose et lui assène un coup de poing qui lui traverse la tête (après avoir au passage perdu un bras et recollé ce dernier), profitant de cet instant pour lui reprendre la fille et sauter du train… Là, il explique à une Alice terrifiée qu'une voix lui a dit de venir la sauver et de l'aider à présent. Pensant (à tort) s'être débarrassés du vieil assassin, ils partent ensemble à travers une Chine remplie de monstres, puis à travers l'Europe.

## Système de jeu
Proche des RPG tels que Final Fantasy, les Shadow Hearts se distinguent pourtant dans leur système de combat et dans leur ambiance gothique. Léger mix avec les survival horror, les personnages rencontrés sont rarement des humains normaux. Les scènes parfois violentes ou gores ponctuent le déroulement du jeu. Même les personnages jouables sont loin des héros qu'on attend dans un RPG. Les combats s'orchestrent autour de la Roue du Jugement, sorte de disque où une barre défile comme dans une tombola. Des quartiers colorés marquent les endroits à viser pour réussir  une attaque voire faire une belle attaque. L'utilisation des objets et des sorts lors des combats dépend aussi de cette roue. Les personnages ont chacun des sorts spéciaux, et certains ont des capacités très spéciales. La signature des Shadow Hearts est le pouvoir de fusion, détenu par Yuri dans les deux premiers opus, puis par Shania dans le troisième. Une autre particularité est le système des EM (ou SP dans les opus suivants), les points d'équilibre mental : ils baissent régulièrement lors des combats, se rechargeant à la fin de chaque combat ; s'ils tombent à 0, le personnage devient fou et peut s'attaquer autant à ses amis qu'à ses ennemis. L'histoire linéaire est entrecoupées de petites missions. L'humour est omniprésent et les personnages très attachants.

## Personnages
Yuri Hyuga : jeune homme de 24 ans, sa mère russe et son père japonais sont morts tous les deux quand il avait 10 ans. Peu malin, un peu crétin, et amoureux de Alice. Sous sa forme humaine, il est affilié aux Ténèbres, mais il prend l'élément de ses formes démoniaques en fusionnant avec elles. Il se bat avec des poings américains et des griffes, et peut se transformer en démons (le pouvoir de fusion) en utilisant son équilibre mental, bien que cette faculté puisse le rendre fou. Il précisera d'ailleurs avec ironie qu'il est passé du stade de "mauvais garçon" à celui de "débile mental qui entend des voix".
Alice Elliot : jeune anglaise de 20 ans, fille d'un révérend assassiné. Elle est poursuivie par Roger Bacon, un mystérieux gentleman anglais. Elle est affiliée à la Lumière et possède des pouvoirs d'exorciste. Alice est le meilleur soigneur de l'équipe, armée seulement d'une Bible (peu puissante au corps à corps).
Zhuzhen Liu : sorcier chinois qui a passé l'âge de la retraite, il poursuit l'auteur de vol d'objets magiques puissants qui peuvent servir à une magie interdite et finit par se joindre à Yuri et Alice. Il maîtrise l'art du Yin et Yang, du Feng Shui et des coups de bâton. Il est affilié au Feu.
Margarete Gertrude Zelle : jeune espionne russe et femme fatale qui rencontre Yuri alors qu'elle faillit le faire exploser avec l'une de ses bombes mal réglées, avant de se joindre à l'équipe. Affiliée à l'Eau, elle dispose d'un véritable arsenal de guerre et maîtrise les armes à feu de façon assez acrobatique. À noter que la série a toujours fait intervenir des personnalités historiques. Ainsi, Margarete Gertrude Zelle n'est autre que le véritable nom de Mata Hari.
Keith Valentine : vampire âgé d'environ 400 ans, qui s'ennuie à mourir dans son château de Transylvanie. Alice et Zhuzhen le rencontrent alors qu'un démon se réfugie chez lui et refuse de partir ; il les suit pour se changer les idées. Il maîtrise l'escrime et la magie vampirique, et est affilié à la Terre.
Halley Brancket : jeune garçon des rues de Londres, affilié au Vent et doté de pouvoirs psychiques qu'il ne maîtrise pas totalement. Le groupe le rencontre alors que ses amis sont victimes d'enlèvements ; il est également à la recherche de sa mère, Koudelka, accusée de sorcellerie et mise en hôpital psychiatrique.
NB: Les noms sont modifiables par le joueur lors de leur première rencontre.

## Réactions
- Revue de presse

Consoles + 85 % • GameSpot 7,9/10 • IGN 5,5/10 • Joypad 7/10